# Mount Blunt
Mount Blunt ist ein abgerundeter, verschneiter und rund 1500 m hoher Berg an der Bowman-Küste des Grahamlands auf der Antarktischen Halbinsel. Er ragt an der Westflanke des Weyerhaeuser-Gletschers auf.
Erste Luftaufnahmen entstanden am 28. September 1940 bei der United States Antarctic Service Expedition (1939–1941). Der Falkland Islands Dependencies Survey nahm im Dezember 1958 und im November 1960 Vermessungen des Berges vor. Das UK Antarctic Place-Names Committee benannte ihn am 31. August 1961 nach Edmund March Blunt (1770–1862), einem US-amerikanischen Verleger von Land- und Seekarten, dessen Unternehmen den Ursprung des US-amerikanischen Hydrographenamts (seit 1972 Defense Mapping Agency Hydrographic Center) bildete.